# Juan Alberto Belloch
Juan Alberto Belloch Julbe (ur. 3 lutego 1950 w Mora de Rubielos) – hiszpański polityk, prawnik i samorządowiec, sędzia, parlamentarzysta, w latach 1993–1996 minister sprawiedliwości, od 1994 jednocześnie minister spraw wewnętrznych, w latach 2003–2015 alkad Saragossy.

## Życiorys
Ukończył studia prawnicze na Uniwersytecie Barcelońskim. Od 1976 zawodowo związany z sądownictwem, początkowo pracował na wyspie La Gomera, później orzekał jako sędzia głównie na obszarze Kraju Basków. Od połowy lat 80. przewodniczył sekcji kryminalnej w sądzie dla prowincji Biskaja w Bilbao, następnie był prezesem tego sądu.
W lipcu 1993 premier Felipe González powołał go na ministra sprawiedliwości. W maju 1994 został jednocześnie ministrem spraw wewnętrznych w tym samym rządzie. Oba stanowiska zajmował do czasu zmiany gabinetu w maju 1996. W latach 1996–2000 zasiadał w Kongresie Deputowanych VI kadencji. Mandat uzyskał z ramienia Hiszpańskiej Socjalistycznej Partii Robotniczej (PSOE) w prowincji Saragossa. W 2000 i 2011 był wybierany do Senatu VII i X kadencji.
W 2003 został alkadem Saragossy. Na czele władz miejskich stał do 2015. W tym samym roku wystąpił z PSOE, powracając do orzekania jako sędzia sądu dla prowincji Saragossa.